# Proto-grec
Le proto-grec est considéré comme la plus ancienne proto-langue commune aux différentes langues grecques qui comprennent les langues mycéniennes, les dialectes de la Grèce classique (ionien-attique, éolien, dorien), la langue grecque commune (ou koiné) et le grec moderne. Certains spécialistes y incluent les fragments subsistants de la langue macédonienne antique, et celles qui descendent de la langue des pré-Hellènes (habitants de la Grèce avant l'arrivée des Hellènes, surnommés Pélasges) ainsi que les différents dialectes du proto-grec.
Le proto-grec a été parlé dans la dernière partie du IIIe millénaire, probablement dans les Balkans. L'unité du proto-grec a pris fin quand les migrations des Hellènes, qui parlaient la langue ancêtre du mycénien, sont arrivés dans la péninsule grecque soit pendant le XXIe siècle av. J.-C., soit plus tard au XVIe siècle. Ils se sont séparés des Doriens qui sont arrivés dans la péninsule un millénaire plus tard (voir l'invasion dorienne et les « âges sombres ») et qui parlaient un dialecte qui était resté, selon certains points de vue, plus archaïque.